# JR貨物UT10K形コンテナ
UT10K形コンテナ（UT10Kがたコンテナ）は、日本貨物鉄道（JR貨物）輸送用として籍を編入している、20 ft形の私有コンテナ（タンクコンテナ）である。

## 概要
本形式の数字部位 「 10 」は、コンテナの容積を元に決定される。このコンテナ容積10 m3の算出は、厳密には端数四捨五入計算の為に、内容積9.5 m3 - 10.4 m3の間に属するコンテナが対象となる。また形式末尾のアルファベット一桁部位 「 K 」は、恒常的に鉄道輸送するISO 668規格の国際海上コンテナを私有化した、危険品タンクコンテナに付与されている。

## 特記事項
もともと、国際的なタンクコンテナの内容物は、液体又は気体類である。従って、海上コンテナ由来の本コンテナでは、日本国内仕様の鉄道用私有タンクコンテナにみられるような粉末又は、粒状貨物類は積載できない。

## 番台毎の概要

### 95000番台
95001
日陸所有、不飽和ポリエステル樹脂専用。最大総重量13.35 t。海上コンテナ専用タイプコード (20 T6)。
95002
日陸所有、ハイゾールSAS-296専用。最大総重量13.5 t。海上コンテナ専用タイプコード (20 T6)。
　↓
※後にUT13K-95014へ改番。
【改番後データー】日陸所有、酢酸エチル専用。最大総重量13.4 t。海上コンテナ専用タイプコード (20 T6)。
95003
日輸所有、ハイゾールSAS-296専用 →→ アクリル酸ブチル専用へ変更。最大総重量13.5 t。海上コンテナ専用タイプコード (20 T6)。
95004
日陸所有、アクリル樹脂溶液専用。最大総重量13.5 t。海上コンテナ専用タイプコード (20 T6)。
95005
日陸所有、メタクリル酸アリル専用。最大総重量13.5 t。海上コンテナ専用タイプコード (20 T6)。

### 98000番台
98001 - 98004
日陸所有、発煙硫酸専用。最大総重量24.0 t（ハローマーク = G表記）。海上コンテナ専用タイプコード (20 T7)。旧形式貨車であるコキ50000及び、新形式コキ100 - 105積載禁止の細かい表記が特徴である。

## 外部サイト
- コンテナの絵本
- コンテナ日和